# Arrondissement Strasbourg
Strasbourg is een arrondissement van het Franse departement Bas-Rhin in de regio Grand Est. De onderprefectuur is Straatsburg. Het arrondissement is op 1 januari 2015 ontstaan door de samenvoeging van de voormalige arrondissement Strasbourg-Ville en een deel van het arrondissement Strasbourg-Campagne.

## Geschiedenis
Op 17 februari 1800 werden de Franse arrondissementen gevormd door Napoleon Bonaparte. Hierbij werd ook een arrondissement Strasbourg gevormd. Toen na de Frans-Duitse Oorlog de Elzas als gevolg van de Vrede van Frankfurt opgenomen werd in het Duitse Keizerrijk werd het arrondissement opgesplitst in de Landkreis Straßburg en Kreisfreie Stadt Straßburg. Toen het gebied na de Eerste Wereldoorlog als gevolg van de Verdrag van Versailles werd geannexeerd door Frankrijk werd de Landkreis Straßburg omgevormd naar het arrondissement Strasbourg-Campagne en de stad Straßburg naar het arrondissement Strasbourg-Ville.

## Kantons
Het arrondissement is samengesteld uit de volgende kantons:
- Brumath (alleen de gemeenten Eckwersheim, La Wantzenau en Vendenheim)
- Hœnheim
- Illkirch-Graffenstaden
- Lingolsheim
- Schiltigheim
- Strasbourg-1
- Strasbourg-2
- Strasbourg-3
- Strasbourg-4
- Strasbourg-5
- Strasbourg-6